# Хорхе Лоренсо
Хорхе Лоренсо Герреро (ісп. Jorge Lorenzo Guerrero; 4 травня 1987, Пальма-де-Мальорка, Балеарські острови, Іспанія) — іспанський мотогонщик, п'ятиразовий чемпіон світу з шосейно-кільцевих мотоперегонів серії MotoGP: двічі в класі 250cc (в сезонах 2006 та 2007) та тричі — у MotoGP (2010, 2012 та 2015). У сезоні 2016 виступає за заводську команду «Movistar Yamaha MotoGP» під номером 99.

## Біографія
Хорхе народився 4 травня 1987 року у місті Пальма-де-Мальорка в сім'ї Марії Герерро та Хосе Мануель «Чіко» Лоренсо. Вперше сів за кермо мотоцикла у віці трьох років, причому мотоцикл для нього зробив батько власноруч.
У 1993 році, у віці шести років, Хорхе виграв чемпіонат Балеарських островів з мінікросу, здобувши після цього цей титул ще сім разів.
У 1998 році Лоренсо здобуває перемогу у Aprilia Cup — змаганнях з шосейно-кільцевих мотоперегонів у класі 50cc. На той момент йому виповнилось лише 11 років.
У 2000 році Хорхе дебютує у відкритому чемпіонаті Іспанії в класі 125cc, де за підсумками сезону займає 4 місце. Оскільки він був занадто молодим для участі у них (лише 13 років), то на виступи він отримує спеціальний дозвіл іспанської федерації мотоспорту.
В наступному році він дебютує у чемпіонаті Європи. Хорхе здобуває перемогу в Бразі (Португалія), випереджаючи Алекса Балдоліні та Андреа Довіціозо. Будучи ще надто молодим, він пропускає кілька гонок у сезоні, але закінчує його на 6 місці.

### MotoGP

#### 125cc
Лоренсо дебютував в чемпіонаті у 2002 році на своє п'ятнадцятиріччя, на другий день кваліфікації Гран-Прі Іспанії 2002 року в класі 125сс (йому довелось пропустити п'ятницю, оскільки він не був допущений до гонки за віковим обмеженням). Виступав на мотоциклі Derbi RS 125. У першому сезоні у 14 гонках здобув 21 очко, посівши 21-е місце у загальному заліку.
Наступного сезону, у 2003-му, Хорхе здобув свою першу перемогу, вигравши Гран-Прі Бразилії 20 вересня 2003 року. У гонці він на останньому колі обігнав Даніеля Педросу та Кейсі Стоунера, своїх майбутніх опонентів. У цьому ж сезоні у нього було ще 2 подіуми, загалом здобув 79 очок і посів 12 місце у загальному заліку.

#### 250cc
У 2004 році здобув 3 перемоги, посів 4 місце у загальному заліку. Після закінчення сезону перейшов до сильнішого класу чемпіонату MotoGP — 250cc, підписавши контракт із командою «Fortuna Lotus Honda». У сезоні виступив гідно, здобувши 6 подіумів, але за підсумками сезону посівши лише 5 місце в загальному заліку.
Сезон 2006 провів із командою «Fortuna Lotus Aprilia» і це одразу принесло свої плоди — здобував 8 перемог та вперше у кар'єрі став чемпіоном світу.
Наступний сезон пройшов ще більш вдало — уже 9 перемог на етапах та знову чемпіонство. Остання, 17-та перемога у 2007 році в Мізано зробила його найуспішнішим іспанським гонщиком всіх часів у класі 250сс.

#### клас MotoGP

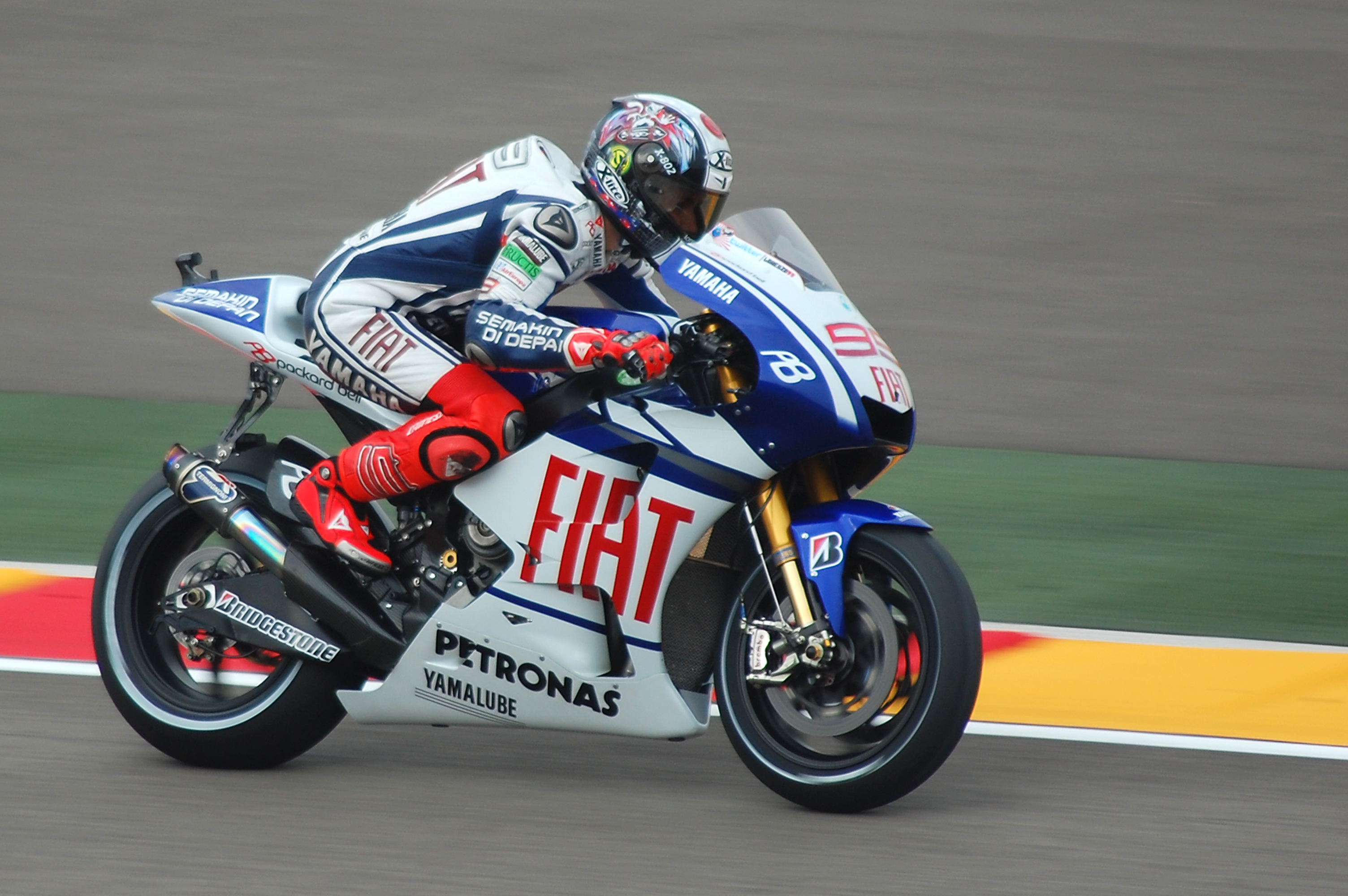
Хорхе Лоренсо на Гран-Прі Арагону у 2010 році

Успіхи не пройшли непоміченими, і 2008 року Хорхе Лоренсо перейшов у найпрестижніший клас MotoGP, приєднавшись до команди «Fiat Yamaha Team», його напарником став Валентіно Россі. У 2009 році між напарниками розгорілась відчайдушна боротьба за чемпіонський титул. В результаті перемогу отримав більш досвідчений Россі. Але рік боротьби не пройшов для Лоренсо дарма — досвід, отриманий в боротьбі з Валентіно, знадобився в наступному сезоні.
У 2010 Лоренсо виграв свій перший титул в «королівському» класі, набравши рекордну кількість очок — 383. Здобув перемоги у 9 гонках. Його титулований напарник Валентіно Россі перейшов після закінчення сезону до конкурентів, в команду «Ducati».
У 2011 Хорхе Лоренсо боровся за перемогу в чемпіонаті з австралійцем Кейсі Стоунером, який перейшов з заводської Ducati в «Repsol Honda». В тому сезоні у Yamaha не було такої переваги над суперниками, як в попередні сезони. Лоренсо довелось вижимати з мотоцикла все можливе, щоб не відставати від конкурентів з «Repsol Honda». За результатами сезону Хорхе зайняв в чемпіонаті друге місце, одержавши 3 перемоги і набравши 260 очок. Невдале падіння на Гран-Прі Австралії і травма руки вивели Лоренсо з гри до кінця сезону.
У 2012 році Хорхе Лоренсо вдруге став чемпіоном світу MotoGP.
Сезон 2013 року почався для Хорхе з поула і перемоги на Гран-Прі Катару. У двох наступних Гран-Прі у Америці та Іспанії Лоренсо двічі був третім. На мокрому Гран-Прі Франції іспанець впав під час гонки, але зумів повернутись і фінішувати сьомим. 2 червня 2013 у Гран-Прі Італії Лоренсо переміг, випередивши свого конкурента у боротьбі за чемпіонство Дані Педросу; на наступному етапі у Каталонії вони знову фінішували в такій же послідовності.
У другій сесії вільних заїздів на Гран-Прі Нідерландів Хорхе втратив контроль над своїм мотоциклом і впав на землю, зламавши ліву ключицю. Він негайно відправився у Барселону, де йому була здійснена операція (ключиця була скріплена титановою пластиною), після чого повернувся у Ассен. На той момент Лоренсо займав друге місце у чемпіонаті після Педроси, тому, щоб не відстати від нього у чемпіонаті ще більше, Хорхе вирішив узяти участь у гонці. У день гонки іспанець отримав дозвіл від медичної комісії на участь у змаганнях. Стартувавши з 12-ї позиції, Лоренсо зміг фінішувати на п'ятому місці. Завдяки тому, що Педроса зайняв лише 4-е місце, відрив від нього до Хорхе збільшився лише на 2 очка.
На наступному Гран-Прі чемпіонату, яке відбувалося у Німеччині, під час вільної практики Лоренсо зазнав аварії, в якій знову травмував ліву ключицю: хоча кріплення титанової пластини витримали удар, сама пластина зігнулася. У Барселоні Хорхе знову була проведена операція. Цього разу від гонки довелося відмовитись, під питанням також постала участь спортсмена у Гран-Прі США. За іронією долі, Гран-Прі Німеччини через травму пропустив також і Дані Педроса — основний конкурент Хорхе у боротьбі за чемпіонство.
Відсутністю Лоренсо і Педроси на етапі сповна скористався Марк Маркес, який зумів вийти в лідери чемпіонату. Щоб не дати можливості конкуренту ще більше відірватися, обоє змушені були взяти участь у наступному етапі —Гран-Прі США. Ще не до кінця відновлений Хорхе посів тут 6-е місце. На двох наступних етапах у Індіанаполісі та Брно іспанець був третім, тоді як Маркес здобув дві перемоги. Таким чином, за 7 гонок до кінця чемпіонату, Лоренсо відстав від лідера чемпіонату на 44 очки і займав третє місце. Щоб захистити чемпіонство, Хорхе повинен був перемагати на етапах, що залишились. У Сан-Марино та Великої Британії йому це вдалось, але у Арагоні він був другим, пропустивши Маркеса, а у Малайзії — лише третім, поступившись обом гонщикам «Repsol Honda».
Таким чином, напередодні Гран-Прі Австралії, за 3 етапи до кінця чемпіонату, Лоренцо поступався Маркесу 43-а очками і теоретично, за певних обставин, міг втратити чемпіонство. Австралійський етап почався вдало для Хорхе — він став першим у кваліфікації і заслужив право стартувати з поулу. Перед початком гонки дирекція етапу ввела абсолютно нове правило в історії MotoGP — спортсмени у середині гонки, на 9-му, або 10-му колі, повинні були заїхати у бокси для зміни покришок. Лоренсо з самого старту захопив лідерство у гонці, Маркес їхав другим. Педроса заїхав на зміну покришок після дев'ятого кола, Лоренсо після десятого, а Маркес — після одинадцятого, за що був знятий з гонки на чотирнадцятому колі і дискваліфікований. Хорхе, за відсутності основного конкурента, впевнено переміг на Гран-Прі, скоротивши своє відставання у турнірній таблиці до 18-и очок.
Ця перемога стала 50-ю у кар'єрі Хорхе Лоренсо. Більше за нього на той момент у MotoGP перемагали лише 6 гонщиків: Джакомо Агостіні, Валентіно Россі, Анхель Ньєто, Майк Хейлвуд, Мік Дуейн та Філ Рід. На момент перемоги Хорхе було 26 років, у такому віці більше перемагали лише двоє: Россі та Хейлвуд.
На передостанньому Гран-Прі сезону у Японії Лоренсо знову святкував перемогу, тоді як Маркес став другим. Таким чином, доля чемпіонства мала вирішуватись на останньому етапі у Валенсії. До цього, за 64-річну історію MotoGP, лише 15 разів доля чемпіонату визначалась на останньому етапі, і лише двічі чемпіоном ставав не лідер. Так сталося і його разу. Хоча Хорхе знову святкував перемогу, Маркес зайняв третє місце, що дозволило йому стати чемпіоном.
Перед сезоном 2014 Хорхе знову розглядався одним з фаворитів у чемпіонській гонці. Команда отримала нового титульного спонсора у вигляді іспанського телекомунікаційного бренду «Movistar». Проте початок сезону виявився для майорканця невдалим: на дебютному етапі у Катарі Лоренсо, очолюючи гонку, впав. На другій гонці — Гран-Прі Америк, Хорхе допустив фальстарт, через що змушений був проїхати по піт-лейну з обмеженням швидкості. Проте він не знітився, і до кінця гонки зумів піднятись з 23-го на 10-е місце. Таким чином, за дві гонки він набрав лише 6 очок — його відрив від лідера чемпіонату Марка Маркеса вже становив 44 пункти.
Перебуваючи під психологічним тиском, він ніяк не міг вийти на успішний шлях. У першій половині сезону він лише тричі (з 9 гонок) підіймався на подіум, зайнявши друге місце на Гран-Прі Італії та двічі фінішувавши третім (у Аргентині та Німеччині). В загальному заліку він займав 5-те місце, поступаючись навіть Андреа Довіціозо, який виступав на апріорі слабшому мотоциклі Ducati Desmosedici GP14.
Друга половина сезону виявилась значно успішнішою: з 9 гонок 8 він закінчував на подіумі, здобувши дві перемоги (Арагон та Японія), 5 других місць та одне третє. Лише в останній гонці сезону у Валенсії Хорхе фінішував без очок, помилившись із вибором покришок, проте це не завадило йому закінчити сезон третім у загальному заліку.
У сезоні 2015 Хорхе зібрався дати бій Маркесу. Він попрацював над своєю фізичною формою у міжсезонні, скинувши зайвих 5 кг маси. Вже у дебютній гонці сезону в Катарі Лоренсо захопив лідерство і збирався відсвяткувати перемогу, проте у середині дистанції у його шоломі HJC відшарувалась захисна оболонка і закрила йому огляд наполовину, внаслідок чого він фінішував лише 4-им. В Техасі він виступав, хворіючи на бронхіт (4-е місце), а в Аргентині помилився із вибором покришок (5-е). Через ці невдачі після перших трьох гонок Хорхе займав лише 4-е місце в загальному заліку, програючи колезі по команді Валентіно Россі 29 очок. Єдиним позитивним моментом для нього було те, що він випереджав на 1 очко Марка Маркеса.
З поверненням чемпіонату у Європу, на рідному для нього Гран-Прі Іспанії Хорхе здобув першу перемогу у сезоні, причому в домінуючому стилі, як у свої найкращі сезони, завоювавши на етапі поул та проїхавши найшвидше коло у гонці. На наступному етапі, у Франції, він знову переміг, піднявшись в загальному заліку на друге місце. Тріумфувавши в Італії та Каталонії, Хорхе довів свою серію перемог до 4 поспіль, чого у його кар'єрі ще не траплялось. До того ж, за загальною кількістю перемог в королівському класі він зрівнявся з Майком Гейлвудом, досягнувши позначки у 37. Успішні виступи дозволили Лоренсо скоротити своє відставання у загальному заліку від лідера лише до 1 очка.
Наступні три гонки принесли іспанцю різні результати — 3, 4 та 2 місця. Після цього, на чеському етапі, Хорхе здобув чергову перемогу, яка дозволила йому зрівнятись за кількістю очок з Россі та очолити загальний залік (у нього була більша кількість перемог, ніж у італійця). Проте після цього знову настала невдала серія — в Великої Британії він фінішував 4-им, а у Сан Марино взагалі не фінішував. Внаслідок цього, за 5 гонок до завершення чемпіонату, Хорхе поступався Россі 23 очками у загальному заліку.
Це змусило його максимально мобілізуватись, і в наступних чотирьох гонках він фінішував на подіумі, здобувши в тому числі одну перемогу (в Арагоні). Це дозволило йому вдвічі скоротити відставання від Россі в загальному заліку, до 12 очок. Доля чемпіонства, як і в попередньому сезоні, мала вирішитись на останньому етапі сезону, у Валенсії. Цього разу фортуна була більш привітною до Лоренсо — через зіткнення з Марком Маркесом на попередньому етапі його головний конкурент у боротьбі за чемпіонство Валентіно Россі був покараний стартом у гонці з останньої позиції. Італієць зумів піднятись на четверте місце, натомість Хорхе виграв Гран-прі, і, як наслідок, чемпіонат. Цей тріумф став для нього третім у «королівському» класі та п'ятим загалом у MotoGP.
Сезон 2016 Хорхе розпочинав як головний фаворит змагань. До цього йому жодного разу не вдавалось захистити чемпіонський титул. У першій же гонці сезону в Катарі він підтвердив свої чемпіонські амбіції, здобувши переконливу перемогу, проте вже в наступній гонці, в Аргентині, зазнав падіння та вибув з заїзду. Цим скористався Маркес, який очолив загальний залік. У двох наступних гонках Лоренсо фінішував другим, а у п'ятій гонці сезону, у Франції, здобув другу перемогу у сезоні, повернувши собі лідерство в чемпіонських перегонах.

## Особисте життя
Хорхе є одним з найбагатших мотогонщиків серії MotoGP. Зокрема, у 2014 році він заробив 9,2 млн. $, в тому числі 2 млн. $ доходу від реклами. За цим показником він поступився лише своєму колезі по команді Валентіно Россі, прибуток якого склав майже в 2,5 рази більше — 22 млн.$
На початку своєї кар'єри Хорхе виступав у шоломах марки «Nolan», проте у 2013 році, спокусившись дорогим контрактом, перейшов на «HJC». Це мало не вартувало йому у сезоні 2015 чемпіонського титулу — на Гран-Прі Катару у шоломі відшарувалась пікладка та частково закрила огляд, а на етапі в Сільверстоуні, який відбувався у дощ, запотіло скло. В обох випадках Лоренсо фінішував на четвертому місці. Через ці невдачі на сезон 2016 Хорхе знову змінив виробника шоломів, цього разу на «Shark».
У 2016 році Хорхе відкрив музей MotoGP та Формули-1 під назвою «JL99 World Champions Collection» в Андоррі. Його колекції включають предмети, що належали 32 чемпіонам світу Формули-1, таких як Джим Кларк, Жиль Вільньов, Нікі Лауда, Айртон Сенна, Міхаель Шумахер, Фернандо Алонсо та Льюїс Гамільтон, а також 12 чемпіонам MotoGP, таких як Баррі Шин, Мік Дуейн, Вейн Рейні, Кейсі Стоунер, Марк Маркес та Валентіно Россі. Окрім цього, у музеї діє сувенірний магазин та ресторан.

## Статистка виступів у MotoGP

### В розрізі сезонів
| Сезон   | Клас    | Команда                  | Мотоцикл                | Гонки | Пер | Под | ПП | НК | Очки | Місце |
| ------- | ------- | ------------------------ | ----------------------- | ----- | --- | --- | -- | -- | ---- | ----- |
| 2002    | 125cc   | Caja Madrid Derbi Racing | Derbi RS 125            | 14    | 0   | 0   | 0  | 0  | 21   | 21    |
| 2003    | 125cc   | Caja Madrid Derbi Racing | Derbi RS 125            | 16    | 1   | 2   | 1  | 1  | 79   | 12    |
| 2004    | 125cc   | Caja Madrid Derbi Racing | Derbi RSA 125           | 16    | 3   | 7   | 2  | 2  | 179  | 4     |
| 2005    | 250cc   | Fortuna Honda            | Honda RS250RW           | 15    | 0   | 6   | 4  | 0  | 167  | 5     |
| 2006    | 250cc   | Fortuna Aprilia          | Aprilia RSW 250         | 16    | 8   | 11  | 10 | 1  | 289  | 1     |
| 2007    | 250cc   | Fortuna Aprilia          | Aprilia RSW 250         | 17    | 9   | 12  | 9  | 3  | 312  | 1     |
| 2008    | MotoGP  | Fiat Yamaha Team         | Yamaha YZR-M1           | 17    | 1   | 6   | 4  | 1  | 190  | 4     |
| 2009    | MotoGP  | Fiat Yamaha Team         | Yamaha YZR-M1           | 17    | 4   | 12  | 5  | 4  | 261  | 2     |
| 2010    | MotoGP  | Fiat Yamaha Team         | Yamaha YZR-M1           | 18    | 9   | 16  | 7  | 4  | 383  | 1     |
| 2011    | MotoGP  | Yamaha Factory Racing    | Yamaha YZR-M1           | 15    | 3   | 10  | 2  | 2  | 260  | 2     |
| 2012    | MotoGP  | Yamaha Factory Racing    | Yamaha YZR-M1           | 18    | 6   | 16  | 7  | 5  | 350  | 1     |
| 2013    | MotoGP  | Yamaha Factory Racing    | Yamaha YZR-M1           | 17    | 8   | 14  | 4  | 2  | 330  | 2     |
| 2014    | MotoGP  | Movistar Yamaha MotoGP   | Yamaha YZR-M1           | 18    | 2   | 11  | 1  | 2  | 263  | 3     |
| 2015    | MotoGP  | Movistar Yamaha MotoGP   | Yamaha YZR-M1           | 18    | 7   | 12  | 5  | 6  | 330  | 1     |
| 2016    | MotoGP  | Movistar Yamaha MotoGP   | Yamaha YZR-M1           | 18    | 4   | 10  | 4  | 2  | 233  | 3     |
| 2017    | MotoGP  | Ducati Team              | Ducati Desmosedici GP17 | 18    | 0   | 3   | 0  | 0  | 137  | 7     |
| 2018    | MotoGP  | Ducati Team              | Ducati Desmosedici GP18 | 14    | 3   | 4   | 4  | 2  | 134  | 9     |
| 2019    | MotoGP  | Repsol Honda Team        | Honda RC213V            | 15    | 0   | 0   | 0  | 0  | 28   | 19    |
| Загалом | Загалом | Загалом                  | Загалом                 | 297   | 68  | 152 | 69 | 37 | 3946 |       |

Примітка: * — сезон триває, результати наведено станом на після закінчення 5 гонок сезону з 18.

## Цікаві факти
- В період з 2002 по 2008 роки особистим спонсором Хорхе Лоренсо була компанія-виробник льодяників Chupa Chups, логотип компанії був нанесений на шолом мотогонщика. Під час перебування на подіумі у нього завжди за щокою знаходився льодяник.[14]
- Улюблений трек — Assen TT Circuit у Нідерландах.[15]
- На початку своїх виступів у класі MotoGP Лоренсо носив номер «48», але перед початком сезону 2009 року вирішив його змінити, що буває серед мотогонщиків не так часто. Йому було запропоновано три на вибір: 23, 99 або 87. 87 він відкинув зразу, а обирати між 23 та 99 довірив своїм вболівальникам шляхом голосування.[16]
- У 2013 році на Гран-Прі Каталонії Хорхе Лоренсо виступав у шоломі в оригінальному розфарбуванні, який йому зробила Анна Вівес. Ця жінка страждала синдромом Дауна, але згодом реабілітувалася і повернулася до нормального життя. Після перемоги на тій гонці, Лоренсо виніс жінку на подіум на руках.[17]
- Напередодні Гран-Прі Чехії-2014 Хорхе узяв участь у відомій кампанії Ice Bucket Challenge, облившись відром холодної води та кинувши після цього виклик своїм суперникам по MotoGP: Марку Маркесу, Валентіно Россі та Даніелю Педросі.[18]
- Найкращим обгоном у своїй кар'єрі вважає обгін на останньому колі Гран-Прі Бразилії у гонці класі 125cc у 2003 році. Тоді він на останньому колі в останньому повороті обігнав по зовнішньому радіусі Дані Педросу та Кейсі Стоунера та здобув дебютну перемогу у кар'єрі. Той обгін ліг в основу філософії „Por Fuera“ (ісп. Навколо нього) і знайшов своє відображення на шоломі Хорхе: у стрілці, яка обводить коло навколо чорного хреста.[19]
- Перед початком сезону 2015 південнокорейська компанія «HJC», офіційний постачальник шоломів для Хорхе, провела спеціальне дослідження і зменшила розміри його шолома в області підборіддя на 5 мм з метою покращення аеродинаміки[20].
- Хорхе узяв участь у розробці кубка, яким нагороджувались призери Гран-Прі Арагону-2015. Це був перший випадок в історії MotoGP, коли трофей етапу розробляв гонщик[21].